# Син поток
„Син поток“ е основен газопровод през Черно море, който пренася природен газ от Русия (Краснодарски край) към Турция.
Тръбопроводът е изграден от „Блу Стрийм Пайплайн Б.В.“ (Blue Stream Pipeline B.V.) – съвместно предприятие на компаниите „Газпром“ (Русия) и „Ени“ (Италия) със седалище в Нидерландия. То е собственик на подводната част на тръбопровода, включително компресорна станция Береговая (Краснодарски край), „Газпром“ притежава и управлява руския земен участък на тръбопровода, а турската земна част е собственост и се оперира от турската енергийна компания „Боташ“. За „Газпром“ тръбопроводът е построен с цел да диверсифицира маршрутите за доставка на руски газ за Турция чрез избягване на трети страни.

## История
Подготовката на проекта за газопровода започва през 1997 г. На 15 декември 1997 г., Русия и Турция подписват междуправителствено споразумение за изграждането на газопровода под водата. В същото време, Газпром и Боташ подписват 25-годишен договор за продажба на газ. През февруари 1999 г. Газпром и Ени подписват Меморандум за разбирателство за изпълнение на проекта „Син поток“. Съвместното предприятие на двете компании е регистрирано в Холандия на 16 ноември 1999 г. На 23 ноември 1999 г. са подписани договори за проектиране, доставка на оборудване и изграждане на офшорната част със Saipem, Bouygues Offshore S.A., Katran K и консорциума между Mitsui, Sumitomo и Itochu.
Изграждането на руския земен участък се осъществява през 2001-2002 г., както и подводната част. Офшорната секция на тръбопровода е построена от италианската строителна фирма Сайпем (Saipem), а руската земна част от Стройтрансгаз (Stroytransgaz), дъщерно дружество на Газпром. Подводната тръба се полага от полагащия тръби кораб Saipem 7000. Газовите потоци от Русия към Турция започват през февруари 2003 г. Въпреки това, поради спор за цената между Русия и Турция, официалното тържествено откриване на газовата измервателна станция Дурусу (Durusu) се състои едва на 17 ноември 2005 г. На церемонията присъстват руският президент Владимир Путин, турският премиер Реджеп Тайип Ердоган и италианският премиер Силвио Берлускони.

## Син поток 2
Източници
1. ↑  "Economic Brief: The Blue Stream Gas Pipeline", The Power and Interest News Report (PINR), 22 ноември 2005.
2. ↑  "Gazprom boosts Blue Stream flows" Архив на оригинала от 2014-11-24 в Wayback Machine., Upstream Online (NHST Media Group), 14 септември 2006.
3. ↑  "Spring in Saipem's step" Архив на оригинала от 2014-12-18 в Wayback Machine., Upstream Online (NHST Media Group), 12 ноември 2002.
4. ↑  "Blue Stream on course"[неработеща препратка], Upstream Online (NHST Media Group), 18 октомври 2001.
5. ↑  "Blue Stream gas starts flowing" Архив на оригинала от 2014-12-18 в Wayback Machine., Upstream Online (NHST Media Group), 20 февруари 2003.